# A Republikanska futbolna grupa 1978-1979
L'edizione 1978-79 della A PFG vide la vittoria finale del Levski-Spartak Sofia, che conquista il suo quattordicesimo titolo.
Capocannoniere del torneo fu Rusi Gochev (Chernomorets Burgas, Levski-Spartak Sofia) con 19 reti.

## Classifica finale
|    | Classifica                     | G  | V  | N  | P  | GF | GS | Dif | Pt |
| -- | ------------------------------ | -- | -- | -- | -- | -- | -- | --- | -- |
| 1  | Levski-Spartak Sofia (CB)      | 30 | 18 | 7  | 5  | 54 | 29 | +25 | 43 |
| 2  | CSKA Septemvrijsko zname Sofia | 30 | 14 | 12 | 4  | 49 | 26 | +23 | 40 |
| 3  | Lokomotiv Sofia (C)            | 30 | 14 | 9  | 7  | 35 | 22 | +13 | 37 |
| 4  | Slavia Sofia                   | 30 | 16 | 4  | 10 | 52 | 33 | +19 | 36 |
| 5  | Chernomorets Burgas            | 30 | 13 | 8  | 9  | 45 | 43 | +2  | 34 |
| 6  | Marek Stanke Dimitrov          | 30 | 13 | 7  | 10 | 42 | 39 | +3  | 33 |
| 7  | Beroe Stara Zagora             | 30 | 14 | 5  | 11 | 45 | 47 | -2  | 33 |
| 8  | Trakia Plovdiv                 | 30 | 9  | 11 | 10 | 45 | 45 | 0   | 29 |
| 9  | Pirin Blagoevgrad              | 30 | 9  | 11 | 10 | 37 | 39 | -2  | 29 |
| 10 | Cherno More Varna              | 30 | 8  | 10 | 12 | 29 | 40 | -11 | 26 |
| 11 | Spartak Pleven (N)             | 30 | 9  | 7  | 14 | 25 | 27 | -2  | 25 |
| 12 | Botev Vraca                    | 30 | 9  | 7  | 14 | 36 | 42 | -6  | 25 |
| 13 | Sliven                         | 30 | 8  | 9  | 13 | 35 | 42 | -7  | 25 |
| 14 | Lokomotiv Plovdiv              | 30 | 10 | 4  | 16 | 35 | 43 | -8  | 24 |
| 15 | Akademik Sofia                 | 30 | 6  | 10 | 14 | 27 | 50 | -23 | 22 |
| 16 | Haskovo (N)                    | 30 | 7  | 5  | 18 | 35 | 59 | -24 | 19 |

- (C) Campione nella stagione precedente
- (N) squadra neopromossa
- (CB) vince la Coppa nazionale

### Verdetti
- Levski-Spartak Sofia Campione di Bulgaria 1978-79.
- Akademik Sofia e Haskovo retrocesse in B PFG.

### Qualificazioni alle Coppe europee
- Coppa dei Campioni 1979-1980: Levski-Spartak Sofia qualificato.
- Coppa UEFA 1979-1980: CSKA Septemvriysko zname Sofia e Lokomotiv Sofia qualificate.